# Bora (poble)
Els bora és un poble indígena que habita al baix Igará Paraná i les boques del riu Cahuinar, afluents del riu Putumayo, al departament colombià d'Amazones i en alguns llocs del Perú, on hi van ser traslladats forçadament pels caucheros. Són aproximadament 1.700 persones.
Viuen en cases comunals o "malocas" octogonals amb una entrada principal i dos laterals. La maloca es considera una representació del cosmos i s'inaugura amb una festa todzigwa. Tambors cerimonials kümüba (maguare) es troben prop de l'entrada principal de la maloca.
La seva economia combina la caça, pesca i agricultura itinerant. Els homes s'encarreguen de caçar, pescar, confeccionar hamaca i preparar les chagras, en tant les dones practiquen la terrisseria i sembren, cuiden i cullen la chacra, en la qual produeixen iuca amarga (Manihot esculenta), maní (Arachis hypogaea), plàtans (Musa), tabac (Nicotiana spp.), coca (Erythroxylum coca), chontaduro (Bactris gasipaes) i fruites. Recol·lecten fruits silvestres i ous de la tortuga charapa (Podocnemis expansa).
La seva llengua pertany a la família Bora i està estretament relacionada amb la dels Miraña del riu Caquetá i els Muinane de la Sabana de l'alt Cahuinarí i de l'alt Igará Paraná.